# Dionísio V de Constantinopla
Dionísio V de Constantinopla (em grego: Διονύσιος Ε΄; 22 de março de 1820 – 25 de agosto de 1891) foi patriarca ecumênico de Constantinopla entre 1887 e 1891.

## História
Dionísio nasceu em 22 de março de 1820 em Adrianópolis, onde terminou seus estudos e trabalhou na escola pública local. Depois seguiu, ainda como professor, primeiro para Kırklareli e depois para Didimoteico. Em 1851, Dionísio foi ordenado diácono e passou a trabalhar para o Patriarca Ecumênico, servindo como grande arquidiácono. Em 1856, foi ordenado sacerdote e passou a servir como protossincelo. Dois anos mais tarde, Dionísio foi eleito bispo metropolitano de Creta. Em 1868 foi eleito metropolitano de Didimoteico e, em 1873, de Edirne (Adrianópolis). Em 6 de fevereiro de 1879, ainda em Edirne, Dionísio sofreu uma tentativa de assassinato cometida pelos búlgaros, o que fez com que ele servisse, entre 1880 e 1886, como metropolitano de Niceia. Finalmente, em 22 de janeiro de 1886, Dionísio retornou para Edirne, onde ficou menos de um ano, pois em 23 de janeiro de 1887, logo depois da renúncia de Joaquim IV, Dionísio foi eleito para o trono patriarcal. Sua vitória foi considerada uma derrota da chamada "facção joaquina", pois ele recebeu doze votos no Santo Sínodo enquanto seu contendente, o ex-patriarca Joaquim III, recebeu apenas cinco.
Durante seu patriarcado, Dionísio foi considerado um patriarca prudente, mas autoritário. Ele demonstrou grande determinação na chamada "questão do privilégio", uma herança de seu antecessor. A questão girava em torno dos questionamentos aos privilégios do Patriarcado pelas autoridades otomanas. Em particular, os metropolitanos de Serres e Castória foram desautorizados sem o conhecimento do patriarca e forçados a impedirem que as cortes eclesiásticas continuassem a julgar questões de herança. Por conta destas interferências, Dionísio renunciou duas vezes em 1890, em 23 de julho e em 2 de agosto, mas nenhuma das renúncias foi aceita. Por conta disto, ele declarou que a Igreja como "perseguida" em 4 de outubro, fechando todas as igrejas que pertenciam ao Patriarcado e cessando os serviços religiosos. Este ato efetivamente encerrou as relações do Patriarcado com a Sublime Porta e fez com que o czar russo Alexandre III ameaçasse uma guerra contra o Império Otomano por causa dos privilégios patriarcais. Os otomanos recuaram e, em 24 de dezembro, declararam que estes privilégios permaneciam intactos.
Dionísio morreu por causa de complicações decorrentes de um derrame em 25 de agosto de 1891 e foi sepultado na Igreja de Santa Maria da Fonte em Istambul.